# Liste der niederländischen Orden und Ehrenzeichen

Wappen des Königreich der Niederlande

Diese Liste gibt einen Überblick über die niederländischen Orden und Ehrenzeichen.

## Aktuelle Ritterorden

### Nationale Orden
- Militär-Wilhelms-Orden (1815)
- Orden vom Niederländischen Löwen (1815)
- Orden von Oranien-Nassau (1892)

### Hausorden
- Nassauischer Hausorden vom Goldenen Löwen (1858)
- Hausorden von Oranien (1905), seit 1969 geteilt in 
  - Hausorden
  - Orden für Treue und Verdienst
  - Kronenorden
    - Ehrenmedaille für Kunst und Wissenschaft
    - Ehrenmedaille

## Sonstige Auszeichnungen
- Orden der Goldenen Arche (1971)
- Ereteken voor Verdienste (1987)

## Historische Orden und Ehrenzeichen

### Königreich Holland
- Unionsorden (1806)
- Königlicher Verdienstorden (1806)

### Souveränes Fürstentum der Vereinigten Niederlande
- Medaille von Haag (1813)
- Medaille von Naarden, Kreuz für die Belagerung von Naarden (1814)

### Königreich der Vereinigten Niederlande
- Medaille für treue Dienste (1825)
- Java-Medaille, Java-Feldzugmedaille 1825–1830 (1831)
- Kreuz von Hasselt (1831)
- Medaille von Antwerpen, Medaille für die Verteidigung von Antwerpen 1832 (1833)
- Medaille von Dordrecht (1833)

### Königreich der Niederlande
- Medaille für Mut und Treue in Niederländisch-Indien (1839)
- Ehrenzeichen für langjährige Dienste (1851)
- Rettungsmedaille (1855)
- Allgemeines Kriegsehrenzeichen (1869)
- Medaille für Eifer und Treue (1877)
- Kriegsdenkzeichen für 1813–1815 (1865)
- Kriegsmedaille (1874)
- Vermählungs-Erinnerungsmedaille (1901)
- Erinnerungsmedaille an die zweite Haager Friedenskonferenz (1907)
- Viertagekreuz (1909)
- Bronzenes Kreuz (1940)
- Fliegerkreuz (1941)
- Verdienstkreuz (1941)
- Bronzener Löwe (1944)
- Herinneringsinsigne Binnenlandse Strijdkrachten 1944–1945 (1945)